# Pontien
Pour la division stratigraphique, voir Pontien (géologie).
Pontien (en latin Pontianus), est le 18e évêque de Rome, de 230 à 235, considéré rétrospectivement comme « pape ». Sa vie est très mal connue. Mort de mauvais traitements dans les mines de sel de Sardaigne, il est vénéré comme martyr par les Églises catholique, orthodoxe et chrétiennes. Liturgiquement, il est commémoré le 13 août, conjointement avec Hippolyte de Rome, pour les catholiques. Il succède à Urbain Ier.

## Histoire et tradition
Selon le Liber Pontificalis, Pontien est d'origine romaine et le fils d'un dénommé Calpurnius. Il occupa le siège épiscopal de saint Pierre pendant cinq ans, deux mois et 22 jours. Eusèbe de Césarée indique seulement qu'il fut évêque de Rome pendant six ans.
Les seuls faits historiques attestés portent sur le synode qu'il réunit à Rome en 231 pour approuver la condamnation d'Origène par Démétrius, évêque d'Alexandrie. Pontien dut faire face au schisme d'Hippolyte de Rome, débuté sous Calixte Ier, auquel le philosophe reprochait son « laxisme » vis-à-vis des repentis.
L'accession au trône de l'empereur romain Maximin Ier le Thrace en mars 235 marque le début d'une nouvelle persécution contre les chrétiens : Pontien et Hippolyte - son adversaire et antipape - furent déportés en Sardaigne pour y travailler comme forçats dans des mines de sel — le Liber Pontificalis précise qu'il s'agit de l'îlot Molara, alors dénommée Buccina, près de l'île Tavolara au sud de l'archipel de La Maddalena,. Pontien renonça à son siège épiscopal le 28 septembre 235 pour permettre l'élection d'un nouvel évêque — c'est la première date attestée dans l'histoire de la papauté. Il est probable qu'Hippolyte ait renoncé en même temps à sa contestation. Les deux hommes semblent en effet s'être réconciliés au cours de leur déportation commune. Le martyre commun les réconcilia.
Pontien décéda le 30 octobre 235, probablement de mauvais traitements comme le mentionne le Liber Pontificalis. Fabien, l'un de ses successeurs, fit rapatrier son corps de Sardaigne où il était exilé, ainsi que celui d'Hippolyte en 236 ou en 237. Il fut inhumé le même jour qu'Hippolyte le 13 août 236 dans la catacombe de Saint-Calixte, inaugurant une tradition qui continuera jusqu'à Eutychien (27e) et donnant naissance à la crypte des Papes. Sa tombe est attestée par l'inscription ΠΟΝΤΙΑΝΟΣ ΕΠΙΚ[ΟΠΟΣ], c'est-à-dire « Pontien, évêque ». La dévotion populaire unit les deux anciens adversaires, martyrs pour le Christ, dans une même célébration liturgique, le 13 août. Il est également fêté dans l'Eglise orthodoxe à cette même date.